# CNR São Salvador
CNR São Salvador is een Braziliaanse sportclub uit Salvador in de deelstaat Bahia. De club was als voetbalclub een pionier in de staat, maar is tegenwoordig voornamelijk actief in watersporten. 

## Geschiedenis
De club werd opgericht op 1 september 1902 als een jachtclub. In 1905 begon de club ook met een voetbalsectie. Dat jaar nam de club deel aan het eerste staatskampioenschap en werd er vicekampioen. De volgende twee jaar won de club de titel. 

## Erelijst
Campeonato Baiano
1906, 1907